# German Open 1978
Die German Open 1978 im Badminton fanden vom 4. bis zum 5. März 1978 in Oberhausen statt. Die Finalspiele wurden am 5. März 1978 ausgetragen. 

## Sieger und Platzierte
| Disziplin    | Gold                            | Silber                      | Bronze                            |
| ------------ | ------------------------------- | --------------------------- | --------------------------------- |
| Herreneinzel | Ray Stevens                     | Stefan Karlsson             | Sture Johnsson                    |
| Herreneinzel | Ray Stevens                     | Stefan Karlsson             | Michael Schnaase                  |
| Dameneinzel  | Jane Webster                    | Marjan Ridder               | Paula Kilvington                  |
| Dameneinzel  | Jane Webster                    | Marjan Ridder               | Nora Perry                        |
| Herrendoppel | Ola Eriksson Christian Lundberg | Ray Stevens Mike Tredgett   | Steen Fladberg Jesper Helledie    |
| Herrendoppel | Ola Eriksson Christian Lundberg | Ray Stevens Mike Tredgett   | David Eddy Kevin Jolly            |
| Damendoppel  | Nora Perry Anne Statt           | Jane Webster Barbara Sutton | Lonny Bostofte Inge Christensen   |
| Damendoppel  | Nora Perry Anne Statt           | Jane Webster Barbara Sutton | Susanne Berg Liselotte Gøttsche   |
| Mixed        | Rob Ridder Marjan Ridder        | Mike Tredgett Nora Perry    | Billy Gilliland Joanna Flockhart  |
| Mixed        | Rob Ridder Marjan Ridder        | Mike Tredgett Nora Perry    | Roland Maywald Marieluise Zizmann |

## Finalergebnisse
| Disziplin    | Sieger                          | Finalist                    | Ergebnis           |
| ------------ | ------------------------------- | --------------------------- | ------------------ |
| Herreneinzel | Ray Stevens                     | Stefan Karlsson             | 15-5, 15-8         |
| Dameneinzel  | Jane Webster                    | Marjan Ridder               | 11-3, 12-11        |
| Herrendoppel | Ola Eriksson Christian Lundberg | Ray Stevens Mike Tredgett   | 15-6, 15-6         |
| Damendoppel  | Nora Perry Anne Statt           | Jane Webster Barbara Sutton | 17-15, 15-5        |
| Mixed        | Rob Ridder Marjan Ridder        | Mike Tredgett Nora Perry    | 15-11, 6-15, 15-10 |